# Wolfgang Joop
Pour les articles homonymes, voir Joop.
 (avril 2018).
Si vous disposez d'ouvrages ou d'articles de référence ou si vous connaissez des sites web de qualité traitant du thème abordé ici, merci de compléter l'article en donnant les références utiles à sa vérifiabilité et en les liant à la section « Notes et références ».
Wolfgang Joop, né le 18 novembre 1944 à Potsdam, est un styliste allemand.
Il est le fondateur de la société de mode et de cosmétique Wunderkind.

## Biographie
Wolfgang Joop naît à Potsdam (qui sera en République démocratique allemande) le 18 novembre 1944. En 1954, il a alors dix ans, sa famille s'installe à Brunswick en Allemagne de l'Ouest.
Dans les années 1960, il étudie la psychologie de la publicité à l'Université de Technologie de Brunswick. Après ses études, il est invité à devenir professeur honoraire de design de mode à l'Université Kunste, à Berlin.
Il commence sa carrière de mode en travaillant avec son ex-épouse Karin en 1968, ils reçoivent les trois premiers prix dans un concours de design[réf. nécessaire]. Professionnellement, il travaille à la fois comme illustrateur de mode et journaliste et comme designer indépendant pour des marques de mode en Italie, en France et en Allemagne. Il est également connu en Angleterre[réf. nécessaire].
Il obtient un succès international en 1978[réf. nécessaire], quand il montre sa quatrième collection de fourrure.

### Carrière professionnelle

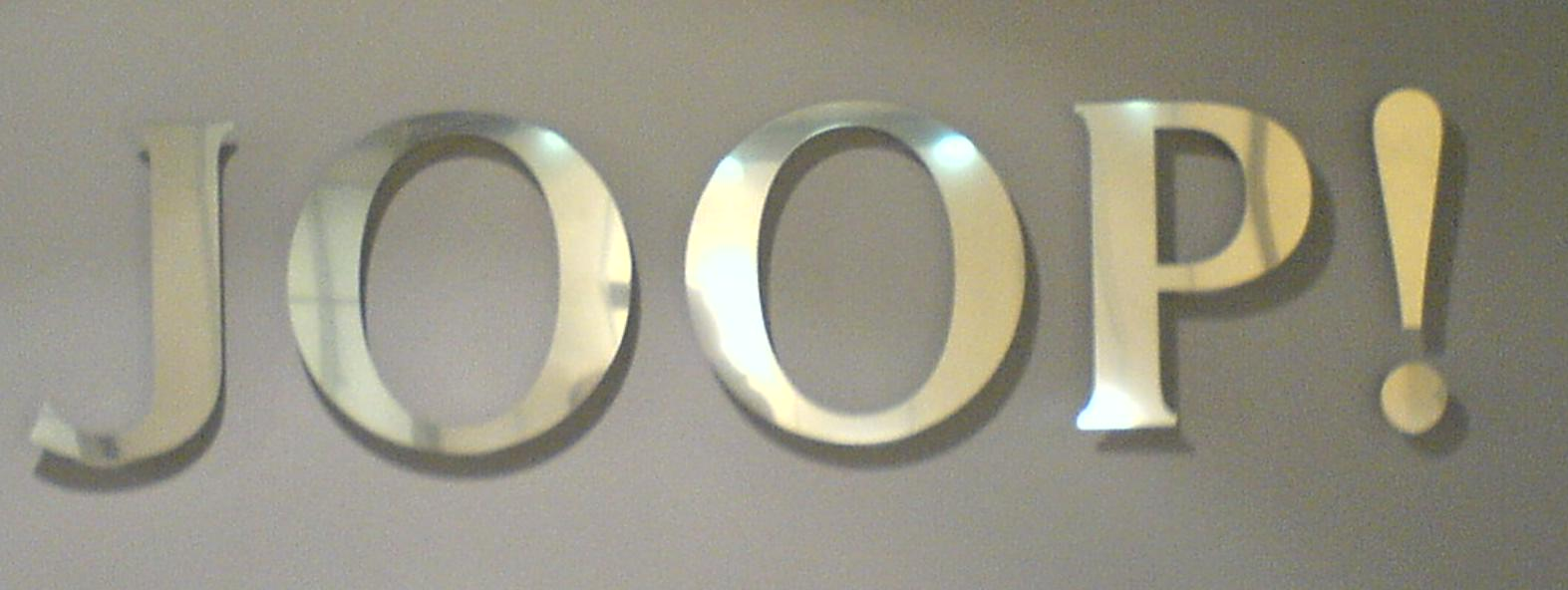
Logo de l'entreprise Joop!.

La société Joop! est créé en 1981, il est reconnu pour ses collections provocatrices[réf. nécessaire] ainsi que pour ses fragrances primées à l'international. En début d'année 1982, Joop présente sa première collection de prêt-à-porter pour femmes, suivie de sa première collection masculine en 1985[réf. souhaitée]. Deux ans plus tard, avec le lancement de sa première collection de parfum, il fait de son nom une marque, avec des lettres en capital pour symboliser l'énergie avec un point d'exclamation. Les vêtements, chaussures, bijoux, lunettes ainsi que le parfum étaient immédiatement disponibles sous cette marque. Le « Joop! » label est devenu disponible pour l'octroi de licences, et la société Joop ne produit plus aucun de ses propres biens à vendre[réf. souhaitée]. Depuis 1997, les produits Joop sont vendus via Joop! GmbH à l'exception de Parfum Joop!, qui a été vendue à Coty / Lancaster en 1991[réf. nécessaire], suivie de contrats de licence. En 1998, il vend 95 % de sa participation dans le Joop! GmbH à Wünsche AG et vend les 5 % restants en juillet 2001. Cela a mis fin à son implication avec Joop!.

### Wunderkind

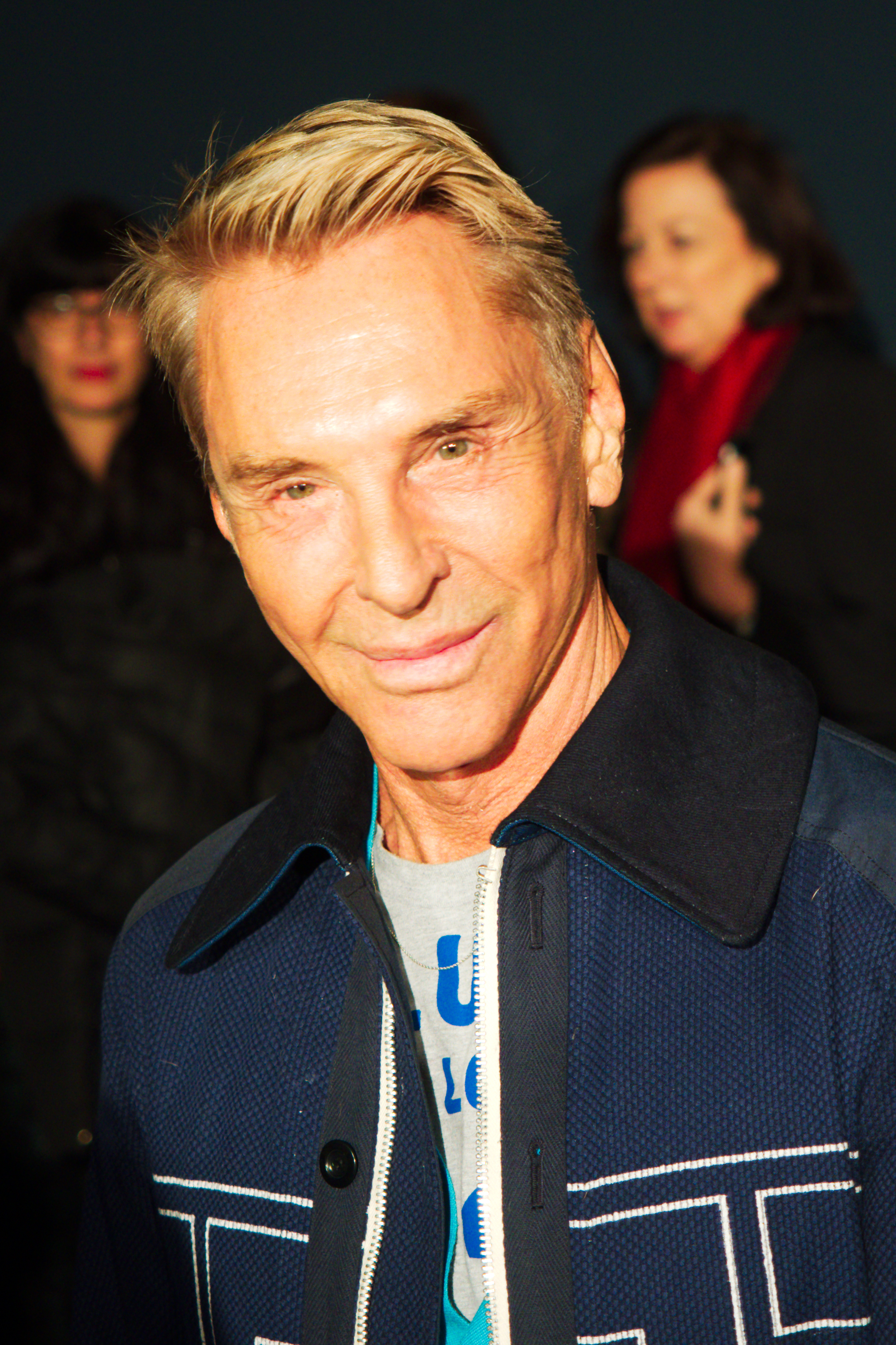
Wolfgang Joop en 2015.

En 2003, Il fonde[réf. nécessaire] l'entreprise Wunderkind, une marque de mode. Il a d'abord présenté son projet avec la collection automne/hiver 2003 à Potsdam à un public de presse et de détail. Wunderkind a fait ses débuts internationaux en septembre 2004, invité par le CFDA[Quoi ?] à la première de la New York Fashion avant de repositionner le label et de déménager à Paris en 2006. Des boutiques ont été ouvertes à Berlin, Londres et Sylt[réf. nécessaire]. En janvier 2011, Wunderkind a été confronté à une restructuration avec perte de personnel. Le spectacle de printemps 2011 à Paris a été annulé. Joop[Quoi ?] a conçu la robe de mariée portée par la princesse Sophie d'Isenburg pour son mariage avec le prince Georg de Prusse en août 2011.
Après plus d'un an d'inactivité dans le monde extérieur, Wunderkind s'est relancé le 10 mai 2012 avec un nouveau défilé de mode à Potsdam. Un nouveau directeur général a été mis en place et il est prévu d'ouvrir un autre magasin à Berlin pour une croissance régulière mais plus lente.

### Autres activité

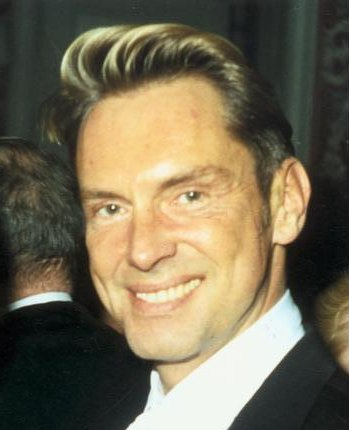
Wolfgang Joop en 1992.

Il a des intérêts divers et est impliqué dans des activités au-delà de la mode et du design, y compris l'illustration[réf. nécessaire]. Plus de 100 de ses œuvres sont exposées au Hamburger Museum für Kunst à Hambourg. Il recueille également de l'art, en particulier des peintures et sculptures contemporaines, ainsi que des meubles.
En 2014 et 2015, il apparaît en tant que juge aux côtés de la mannequin et actrice germano-américaine, Heidi Klum dans la saison 9 et 10 de son émission Germany's Next Topmodel. Il réapparaît dans la même émission en tant que juge invité en 2017 dans la saison 12.
En novembre 2019, il apparaît dans le clip Chateau du groupe de pop rock allemand Tokio Hotel.

### Vie privée
Il épouse la journaliste Karin Joop-Metz en 1970 et divorce en 1985, après 15 ans de mariage. Il est père de deux filles nées respectivement en 1968 et 1973. Il est un ami du chanteur allemand Bill Kaulitz[pertinence contestée].
En 2013, il épouse l'homme d'affaires Edwin Lemberg à Potsdam,. Il est grand-père de 4 petits-enfants.

## Animation
- 2014-2015 : Germany's Next Topmodel (9e et 10e saison) : Juge
- 2017 : même émission (12e saison) : Juge invitée

## Filmographie

### Cinéma
- 1986 : The Summer of the Samurai de Hans-Christoph Blumenberg
- 2001 : Suck My Dick de Oskar Roehler
- 2002 : Fahr zut Hölle, Schwester de Oskar Roehler

### Clips Vidéos
- 2019 : Chateau de Tokio Hotel

## Reportage
- 1992 : SpiegelTV : Lui-même
- 2010 : Durch die Nacht mit Bill Kaulitz und Wolfgang Joop : Lui-même

## Expositions
- 2009 : Sur le thème de Tamara de Lempicka à Londres et à New York
- 2011 : Sur le thème de Wolfgang Joop, Death and Faith à la galerie Michael Schultz, à Berlin

## Récompense et distinctions
- 1970 : Concours d'illustration sur la revue de la mode[réf. nécessaire]